# Industria maderera en Finlandia

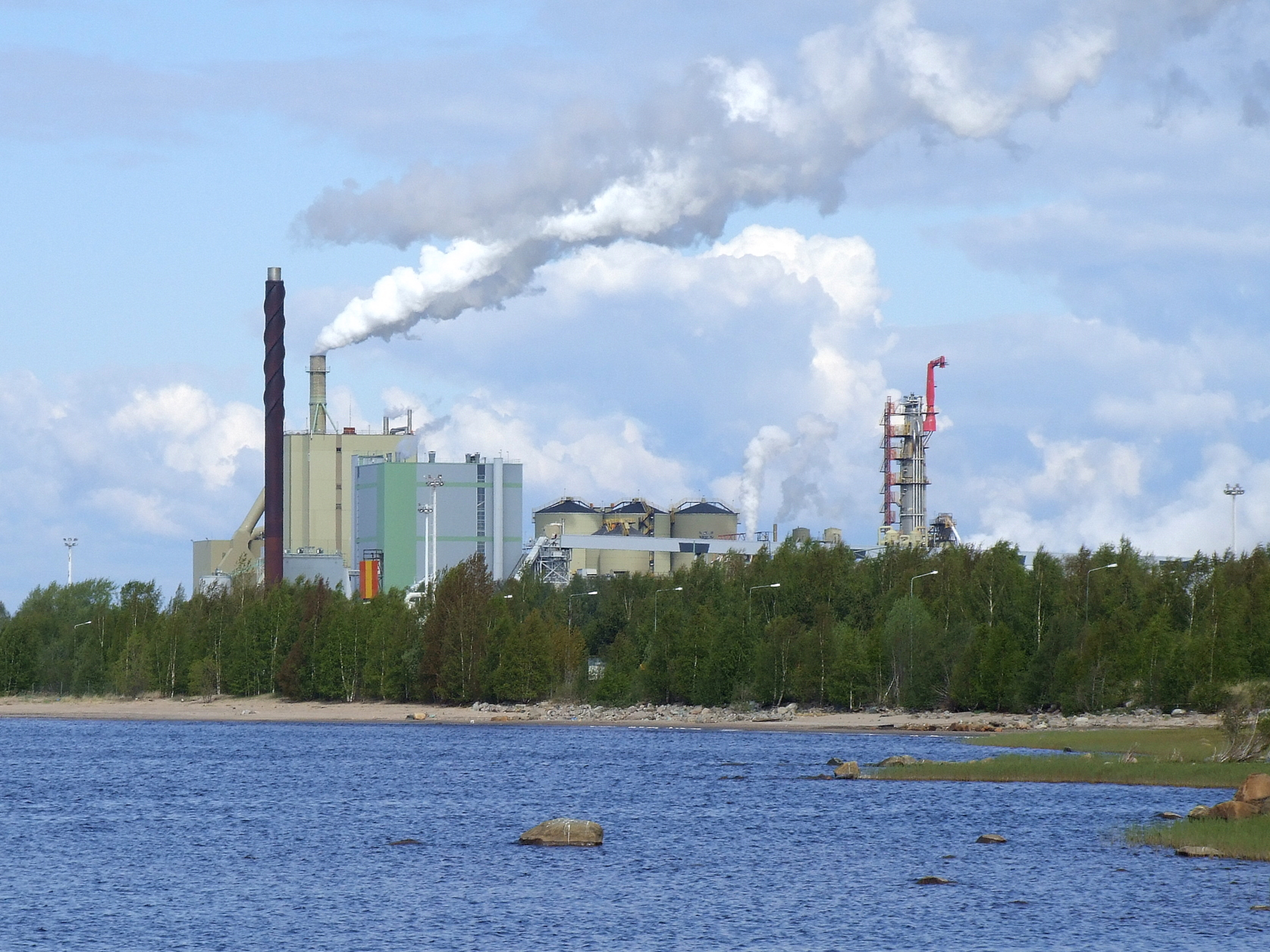
Fábrica de papel de StoraEnso en Kemi (Veitsiluoto).

La industria maderera en Finlandia es un importante sector de la economía de Finlandia que comprende tanto el procesado mecánico (madera) como el químico (papel y pulpa de celulosa). Finlandia es uno de los mayores productores de pulpa, papel y cartón del mundo y uno de los principales productores de madera de Europa. La industria maderera genera unos 160 000 puestos de trabajo directos e indirectos en Finlandia, y sus efectos multiplicadores se extienden ampliamente en la sociedad en su conjunto.
En 2014, el valor de la producción de la industria maderera en Finlandia, incluyendo la producción de mobiliario, fue de 20 700 millones de euros, o un 18% de la producción total de la industria en Finlandia. La industria maderera empleó a un 15% de todos los trabajadores del sector industrial del país y supuso un 20% de todas las exportaciones de Finlandia, siendo la principal fuente de ingresos de muchas de sus regiones.
El procesado químico de la madera produce papel, cartón y pulpa. Finlandia cuenta con 25 fábricas de papel, 14 fábricas de cartón y 15 fábricas de pulpa de celulosa, que en 2014 emplearon a 22 000 personas.
En cuando al procesado mecánico, los aserraderos son los mayores empleadores del sector. Aunque la producción está automatizada en gran medida, se requiere de trabajo manual en el trabajo de carpintería. La industria maderera mecánica genera 26 000 puestos de trabajo en Finlandia, a los que se suman otros 9000 en la fabricación de mobiliario. Hay unos 130 aserraderos industriales junto con otras empresas del sector de los productos de madera.
Las mayores empresas son Stora Enso, UPM-Kymmene y Metsä Board. Entre 2005 y 2015 tuvieron que prescindir de casi la mitad de su plantilla debido a la reducción de la producción de papel. Las empresas tratan de crecer incursionando en los materiales de paquetería y los productos químicos derivados de la madera.